# 豊受神社 (船橋市)
豊受神社（とようけじんじゃ）は、千葉県船橋市金杉にある神社である。旧社格は村社。平安時代に伊勢神宮の夏見御厨の一部になった際に神明社（内宮）と共に当地に建立されたとされている。総本社は、伊勢神宮の豊受大神宮（外宮）である。神社の周囲は、古い時代の土塁に囲まれており、防御施設としての役割も兼ね備えていたと考える研究者もいる。

## 祭神
豊受大御神を主祭神とする。昭和時代に夏見小室線の拡張工事や管理上の問題などに伴い、近隣の神明社、天満宮、八坂神社、白旗神社など複数の神社を合祀し、それぞれの祭神であった天照大神、菅原道真、素戔嗚尊も配祀された。近年では、豊受大御神より、天照大神の存在が強く、「神明社」と呼称されることが多い。

## 由緒
創祀の経緯は不詳だが、金杉地区の歴史は古く、平安時代には伊勢神宮の荘園（御厨）とされ、意富比神社（船橋大神宮）所蔵の応長元年（1311年）の文書にも湊郷、夏見郷、宮本郷、高根郷と共に金曾木郷の名称で登場する。伊勢神宮領になると夏見にその守護として天照大神を祀る伊勢明神船橋明神社が建立されたが（現日枝神社）、当神社も同じような経緯で、御厨の最北端に位置している金杉地区に伊勢神宮の外宮を勧請したのが起源ではないかと考えられている。なお、室町時代に御厨が消滅すると、伊勢明神船橋明神社は宮本の意富比神社や金杉、高根町神明社に分祀された。
当神社は金杉集落の鎮守であるが、明治20年代（1880年代後半）頃から地元では「金杉神明社（かなすぎしんめいしゃ）」または「神明社」と呼称されることが多い。そもそも金杉集落には複数の神社が存在していたが、それらは上述のように道路の拡張工事その他の理由で昭和40年（1965年）までに当神社に合祀され、その際に主祭神だった豊受大御神より合祀した天照大神の存在が強くなり、神明社の名称が自然に取り入れられ、定着したのではないかと推察される。神明社となった今日では船橋大神宮の宮司が当神社宮司も兼任している。

## その他
神社は、丁度、夏見小室線に面しているためか、賽銭泥棒などの被害を度々うけている。特にここ2年位は、被害が多く、昨年も数人がかりで戸などが何度か壊されるなど、数ヶ月に数回のペースで被害を受けている。ただ、日頃、参拝者が少ないため、盗まれるほど賽銭がなく、太鼓が一度盗まれただけで、物色されるのみである。対策のため、高根同様自警団が組織されている。

## 氏子地域
- 金杉地区

## 神事
- おびしゃ（1月7日）、天王祭り（7月19日・20日）、例祭（10月18日）などの祭事が行われている。

## 交通
最寄り駅
- JR総武線船橋駅より、バスで20分
- 京成松戸線滝不動駅下車。徒歩で30分